# Килимник Олександр Володимирович
Олекса́ндр Володи́мирович Кили́мник — капітан Збройних Сил України, учасник російсько-української війни.

## Життєпис
Станом на березень 2019 року — військовослужбовець в/ч А0785 (Метрологічний центр військових еталонів).

## Нагороди
- Орден Данила Галицького (2 грудня 2016) — за особистий внесок у зміцнення обороноздатності Української держави, мужність, самовідданість і високий професіоналізм, виявлені під час виконання військового обов’язку, та з нагоди Дня Збройних Сил України[2]